# ساندرا لو
ساندرا لو (بالفرنسية: Sandra Lou)‏ هي مقدمة تلفزيونية فرنسية، ولدت في 24 ديسمبر 1980 في كاليه في فرنسا.

## وصلات خارجية
- ساندرا لو على موقع IMDb (الإنجليزية)
- ساندرا لو على موقع ميوزك برينز (الإنجليزية)
- ساندرا لو على موقع ديسكوغز (الإنجليزية)
- ساندرا لو على موقع قاعدة بيانات الفيلم (الإنجليزية)